# SimpleMind
SimpleMind là một phần mềm lập bản đồ tư duy thương mại được phát triển bởi ModelMaker Tools. Phần mềm này cung cấp các cách để người dùng hình dung thông tin trong bản đồ tư duy và lưu đồ. SimpleMind có thể được sử dụng để quản lý các dự án, tổ chức thông tin.